# František Pospíšil

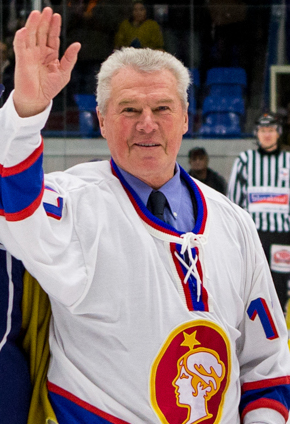
František Pospíšil (2014)

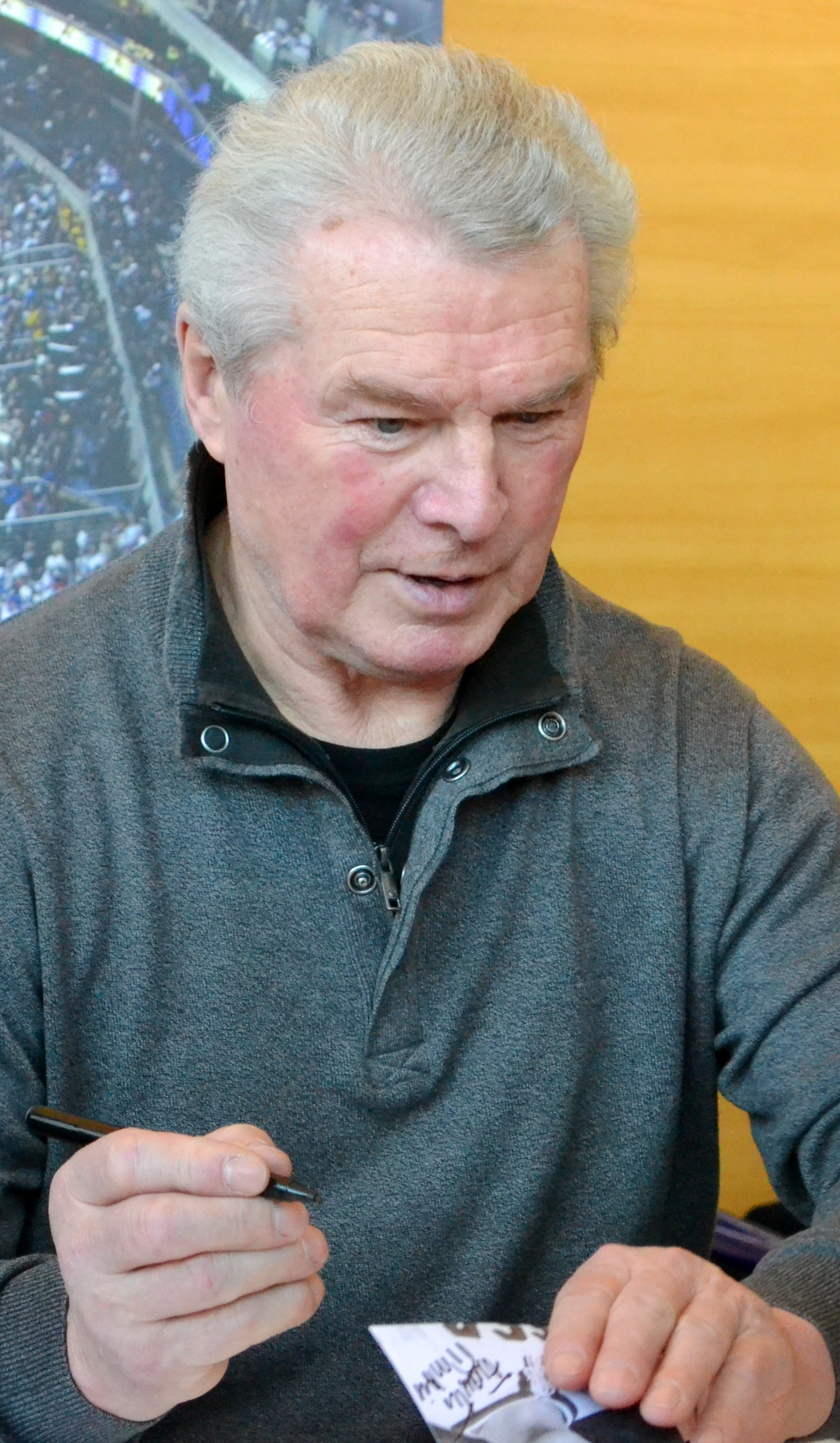
František Pospíšil (2015)

František Pospíšil (* 2. April 1944 in Unhošť) ist ein ehemaliger tschechoslowakischer Eishockeyspieler, der über viele Jahre für Poldi Kladno und die tschechoslowakische Nationalmannschaft auf der Position des Verteidigers spielte.

## Karriere
František Pospíšil begann 1961 seine Karriere bei Poldi Kladno. Diesem Verein blieb er bis 1978 treu und gewann mit diesem Klub zwischen 1975 und 1978 viermal den Tschechoslowakischen Meistertitel. In 622 Spielen in der 1. Liga der Tschechoslowakei für Kladno erzielte er 134 Tore und wurde 1971 und 1972 mit dem Zlatá hokejka ausgezeichnet, der wichtigsten tschechoslowakischen Eishockeytrophäe für Spieler. Nach dieser erfolgreichen Zeit erlaubte man Pospíšil, für den EV Landshut in der Eishockey-Bundesliga zu spielen, wo er 1979 seine Karriere beendete. 
Noch größere Erfolge als auf Vereinsebene hatte František Pospíšil bei internationalen Titelkämpfen. Mit der tschechoslowakischen Herrenauswahl gewann er drei Medaillen bei Olympischen Winterspielen und zehn Medaillen bei Weltmeisterschaften. Seine erste Berufung in das Nationalteam erhielt er für die Eishockey-Weltmeisterschaft 1967 und nahm ab diesem Zeitpunkt jährlich an der Weltmeisterschaft teil. Ein Jahr später wurde er in den Kader für die Olympischen Winterspiele 1968 berufen und gewann die Silbermedaille. 1972 und 1976 (Silber) folgten weitere Olympiateilnahmen. Bei den Olympischen Spielen wurde er nach der Einnahme von Nasentropfen positiv auf Doping getestet. Der 7:1-Sieg gegen Polen wurde darauf als 0:1-Niederlage für sein Team gewertet.  Ebenfalls 1976 nahm er am Canada Cup teil. Im Nationalteam bildete er über viele Jahre mit Oldřich Macháč ein Verteidigerduo und erzielte in 262 Länderspielen 25 Tore für die Tschechoslowakei.
Nach seinem Karriereende als Spieler arbeitete Pospíšil als Trainer: Zwischen 1979 und 1983 trainierte er die Herrenmannschaft seines Heimatvereins, Poldi Kladno. 1983 wurde er vom CHZ Litvínov verpflichtet, bei dem er zwei Jahre lang Cheftrainer war. Ab 1986 arbeitete er als Assistenztrainer der tschechoslowakischen Nationalmannschaft unter Cheftrainer Dr. Ján Starší. Parallel dazu war er Cheftrainer der tschechoslowakischen U20-Auswahl, mit der er mehrere Medaillen bei Junioren-Weltmeisterschaften gewaqnn.
1999 wurde er mit der Aufnahme in die IIHF Hall of Fame (Kategorie Spieler) geehrt.

## Erfolge und Auszeichnungen
- Tschechoslowakischer Meister 1975–78
- Gewinn von zwei Silber- und einer Bronzemedaille bei Olympischen Winterspielen
- Gewinn der Goldmedaille bei der WM 1972, 1976 und 1977
- Gewinn der Silbermedaille bei der WM 1968, 1971, 1974 und 1975
- Gewinn der Bronzemedaille bei der WM 1969, 1970, 1973
- 1982 Silbermedaille bei der U20-Junioren-Weltmeisterschaft (als Trainer)
- 1983 Silbermedaille bei der U20-Junioren-Weltmeisterschaft (als Trainer)
- 1984 Bronzemedaille bei der U20-Junioren-Weltmeisterschaft (als Trainer)
- 1985 Silbermedaille bei der U20-Junioren-Weltmeisterschaft (als Trainer)
- All-Star-Team der WM 1972, 1976 und 1977
- Auszeichnung zum besten Verteidiger bei der WM 1972, 1976
- Gewinn des Zlatá hokejka 1971 und 1972
- Aufnahme in die IIHF Hall of Fame 1999
- Aufnahme in die Tschechische Eishockey-Ruhmeshalle